# مارتون لورینتز
مارتون لورینتز (انگلیسی: Márton Lőrincz; ۲۶ اکتبر ۱۹۱۱ – ۱ اوت ۱۹۶۹) کشتی‌گیر اهل مجارستان بود.
وی در بازی‌های المپیک تابستانی ۱۹۳۶ در خروس‌وزن کشتی فرنگی به مدال طلا دست یافت.